# Ska-P (album)
Ska-P è il primo album degli Ska-P ed è datato 1994. Il successo dell'album frutterà al gruppo un tour durato tutto l'anno 1995. La canzone "Como Un Rayo" è dedicata alla squadra di calcio del Rayo Vallecano.

## Tracce
1. El hombre resaka baila ska – 3:02
2. Abolicion – 3:12
3. Chupones – 3:04
4. 0,7 – 3:33
5. Alì, el magrebì – 3:34
6. Sargento bolilla – 3:10
7. Reality show – 3:35
8. Bla, bla, bla... – 3:08
9. Como un rayo – 2:35

## Formazione
- Pulpul (Roberto Gañan Ojea) - voce, chitarra
- Joxemi (Jose Miguel Redin Redin) - chitarra, voce
- Julio  (Julio Cesar Sanchez) - basso, voce
- Kogote (Alberto Javier Amado) - tastiere, voce
- Pako - batteria, percussioni
- Pipi (Ricardo Degaldo de la Obra) - voce, showman